# António Araújo de Azevedo
António Araújo de Azevedo (14 de mayo de 1754 - 21 de julio de 1817), primer Conde de Barca, fue un político, escritor y botánico portugués.

## Vida
Cooperó en el establecimiento de la Academia de Ciências de Lisboa. Más tarde fue embajador de Portugal en Holanda, Francia, Prusia y Rusia. Fue primer ministro luso bajo el reinado de Juan VI de Portugal, con el cual marchó a Brasil en 1807.
Allí fue Ministro de Marina y de Asuntos Exteriores, y se interesó por la promoción de la cultura y la industria en tierras brasileñas, donde estableció una manufactura de porcelana en Río de Janeiro. Dirigió estudios científicos desde su propio palacio y jardín botánico privado, como los primeros intentos de tratar de incorporar la planta de té a Brasil. En la última etapa de su vida creó la primera escuela brasileña de bellas artes

## Obras publicadas
- Osmia, tragédia coroada pela Academia Real das Ciências de Lisboa, Lisboa, 1788
- Ode a Dryden para o dia de Santa Cecília, traducida al portugués sin lugar y sin fecha (probablemente Hamburgo, 1799)
- Tradução da Elegia de Gray, composta no cemitério de uma igreja de aldeia, s.l. e s.d. (probablemente Hamburgo, ?)
- Ramalhete, 1841
- Resposta ou refutação da carta de um vassalo nobre ao seu Rei, sem o nome do autor, no Investigador Português, XXXVI, 1814
- Memória em defesa de Camões contra Mr. de la Harpe, nas Memórias de Literatura da Academia Real das Ciências, tomo VII
- Representação a El-Rei D. João VI, no Campeão Português, Londres, volume I.

## Honores

### Eponimia
Género
- (Asclepiadaceae) Araujia Brot.[2]

Especies
- (Orchidaceae) Brassocattleya × arauji Pabst & A.F.Mello[3]